# Унгер, Анна
Анна Унгер урождённая Кёрнер (нем. Anna Unger; род. 2 мая 1944 года, Клингенталь) — восточногерманская лыжница, призёрка чемпионата мира.

## Карьера
На Олимпийских играх 1968 года в Гренобле была 16-й в гонке на 5 км и 22-й в гонке на 10 км.
На Олимпийских играх 1972 года в Саппоро заняла 28-е место в гонке на 5 км, 20-е место в гонке на 10 км и 5-е место в эстафете.
На чемпионате мира 1970 года в Высоких Татрах завоевала серебряную медаль в эстафетной гонке, кроме того была 11-й в гонке на 5 км.